# Mateo Nicolau
 (septembre 2014).
Si vous disposez d'ouvrages ou d'articles de référence ou si vous connaissez des sites web de qualité traitant du thème abordé ici, merci de compléter l'article en donnant les références utiles à sa vérifiabilité et en les liant à la section « Notes et références ».
Pour les articles homonymes, voir Nicolau.
Mateo Nicolau Gar (né le 18 août 1920 à General Pico (Argentine) et mort le 29 octobre 2005 à León (Mexique)) est un footballeur argentin.

## Biographie
Mateo Nicolau commence à jouer avec San Lorenzo en Argentine de 1940 à 1943. Il joue ensuite au Mexique avec le Club América (1943-1945) et le CF Atlante (1945-1948), avec qui il remporte le championnat mexicain en 1947.
En 1948, il est recruté par le FC Barcelone où il joue jusqu'en 1952. Avec Barcelone, il joue 63 matchs et marque 16 buts.
En 1952, il signe au CD Zacatepec. En 1955, il met un terme à sa carrière de footballeur.

## Palmarès
Avec le FC Barcelone :
- Champion d'Espagne en 1949 et 1952
- Vainqueur de la Coupe d'Espagne en 1951 et 1952
- Vainqueur de la Coupe Latine en 1949 et 1952
- Vainqueur de la Coupe Eva Duarte en 1952

Avec le CF Atlante :
- Champion du Mexique en 1947

Avec le CD Zacatepec :
- Champion du Mexique en 1955